# Kafr Bitibs
Kafr Bitibs (arab. كفر بتبس) – miejscowość w Egipcie, w muhafazie Al-Minufijja. W 2006 roku liczyła 4635 mieszkańców.